# Rocamadour (Lot)
Rocamadour (auch Roc-Amadour, lateinisch Rupes Amatoris) ist eine französische Gemeinde mit 604 Einwohnern (Stand 1. Januar 2022) im Département Lot in der Region Okzitanien und ein Wallfahrtsort der römisch-katholischen Kirche.
Der Name leitet sich vom hl. Amadour ab, einem Eremiten, der hier am Fuß eines steilen Felsens (französisch Roc) Zuflucht fand. Der Ort gehört zu den „Großen Sehenswürdigkeiten Frankreichs“ (Grands Sites de France) und wurde im Juni 2022 von der Vereinigung Les plus beaux villages de France in die Liste der „schönsten Dörfer Frankreichs“ aufgenommen.

## Lage und Klima
Der ca. 260 m hoch gelegene Ort Rocamadour liegt an einer steilaufragenden Felsklippe im hier weitgehend trockenen Alzou-Tal im Norden des Regionalen Naturparks Causses du Quercy ca. 166 km nördlich von Toulouse bzw. ca. 60 km südlich von Brive-la-Gaillarde. Hier treffen die historischen Provinzen Quercy und Périgord aufeinander. Das nur selten frostige Klima ist insgesamt eher regnerisch (ca. 965 mm pro Jahr).

## Bevölkerungsentwicklung
| Jahr                       | 1800 | 1851 | 1901 | 1954 | 1999 | 2018 |
| Einwohner                  | 1695 | 1630 | 1179 | 806  | 614  | 611  |
| Quellen: Cassini und INSEE |      |      |      |      |      |      |

Aufgrund der schleichenden Mechanisierung der Landwirtschaft, der Reblauskrise im Weinbau sowie dem Rückgang des Pilgerwesens war die Bevölkerungszahl der Gemeinde in den letzten 200 Jahren stets rückläufig.

## Geschichte

### Amadour
Die Ursprünge der Wallfahrt werden von der Legende in urchristliche Zeit verlegt. Als im Jahr 1166 ein unverwester Leichnam in einem alten Grab an der Schwelle der Marienkapelle entdeckt wurde, glaubte man, den legendären Einsiedler Amadour gefunden zu haben; anschließend wird von verschiedenen Wundern berichtet, die den Ruhm des Gnadenortes über die Region hinaus verbreiteten.
Zu dem Eremiten gibt es unterschiedliche Legenden: Oft heißt es, er sei der Zöllner Zachäus (vgl. Lk 19,1ff), der den Namen Amadour (Amator) angenommen habe und nach Christi Tod von Jericho als Einsiedler nach Gallien gekommen sei und das Heiligtum gegründet habe. Teilweise wird der Eremit mit einem Hausdiener Marias gleichgesetzt. Andere sprechen von Amadour als dem Mann der hl. Veronika, der aus Palästina zusammen mit dem hl. Martial nach Gallien kam. Im 17. Jahrhundert stellte man eine Verbindung zum hl. Bischof Amator von Auxerre her, die sich jedoch nicht verifizieren lässt.
Jedenfalls soll der Eremit die Marienfigur aus einem Baumstamm geschnitzt haben. In Wirklichkeit dürfte das Gnadenbild der thronenden Gottesmutter mit dem frontal auf ihrem linken Knie sitzenden Kind wohl dem 12. Jahrhundert angehören.

### Wallfahrt

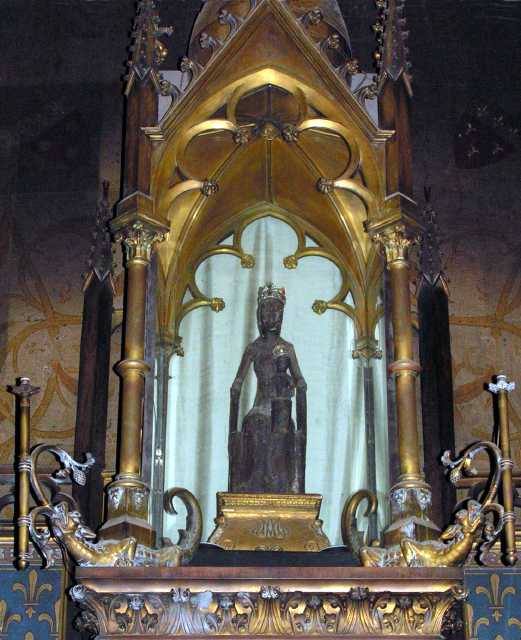
Schwarze Muttergottes

Die erste urkundliche Erwähnung des Ortes findet sich im Jahr 968 in einem Dokument, das die Schenkung des umliegenden Gebiets an die Benediktiner von Tulle beurkundete. Ein Mönch dieses Klosters schrieb im 12. Jahrhundert die ersten Wunderberichte nieder, die im Jahr 1907 von einem Priester der Diözese Cahors neu herausgegeben wurden.

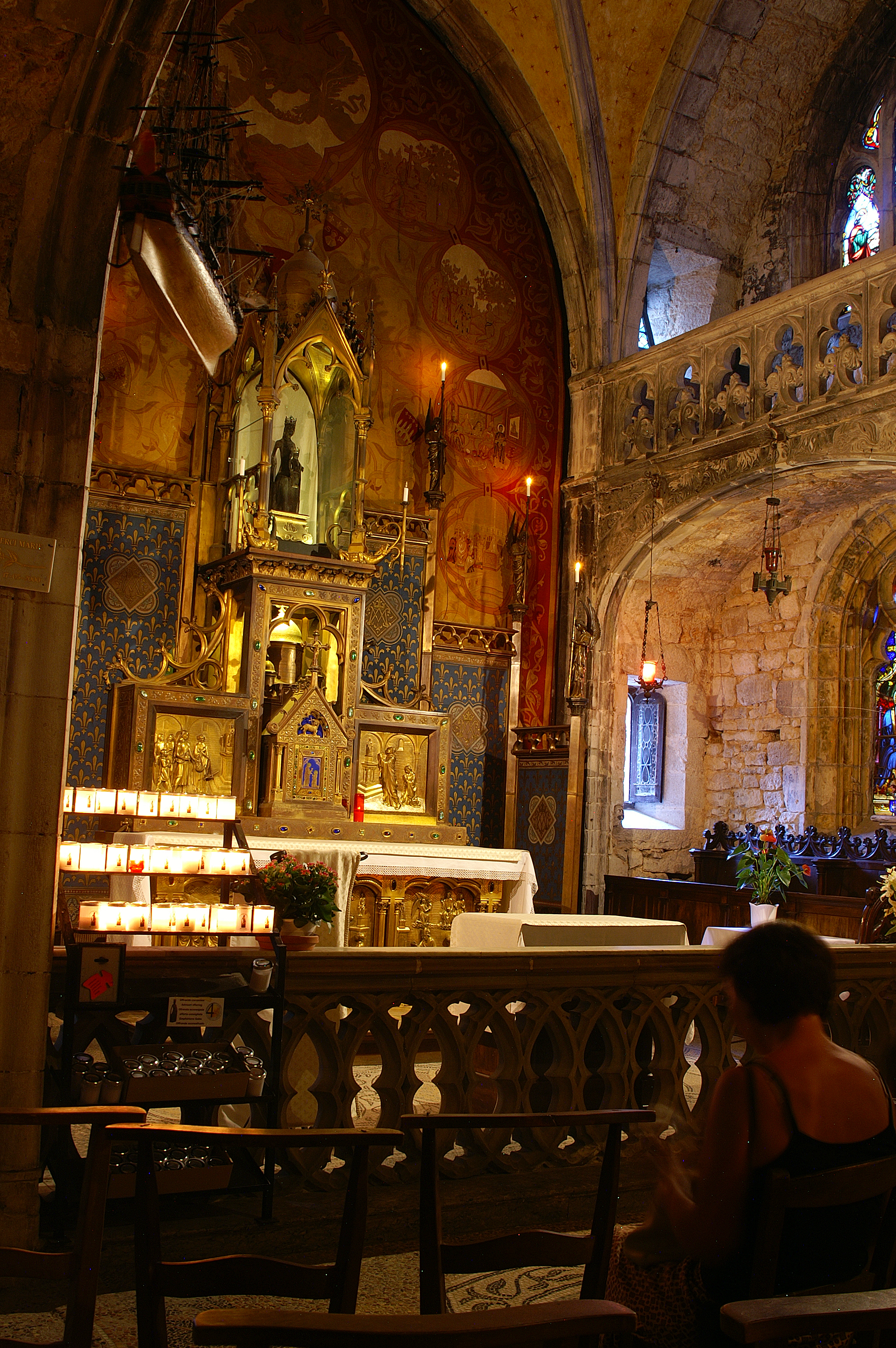
Altar in der Kapelle Notre Dame de Rocamadour

Die Wallfahrt zur schwarzen Muttergottes (Vierge Noire) war im Mittelalter sehr berühmt. Viele Wallfahrer kamen jedoch nicht aus eigenem Antrieb hierher, sondern ihnen war die Pilgerfahrt als Buße auferlegt worden. Diese Praxis des kanonischen Rechtes hatte sich zur Karolingerzeit entwickelt und wandelte sich seit dem 13. Jahrhundert auch zu einer vor allem in Holland von weltlichen Gerichten verhängten Strafe.
Der Bußwallfahrer hatte nach der Ankunft in Rocamadour ein Kleid aus grobem Stoff und Ketten an Hals und Armen anzulegen. Dann musste er auf Knien die große Treppe zum Heiligtum zu einem Pranger hinaufsteigen. Vor dem Altar der Kapelle erflehte er Vergebung, worüber ihm eine Bescheinigung ausgestellt wurde. Dann konnte er das bleierne Pilgerabzeichen erwerben.
Bekannte Wallfahrer waren der hl. Dominikus, der hl. Bernhard von Clairvaux, der französische König Ludwig IX. und im 20. Jahrhundert der französische Komponist Francis Poulenc. Der Philosoph Raimundus Lullus besuchte nach eigenem Zeugnis ebenfalls Rocamadour.
Im Jahr 1534 befestigte der Seefahrer Jacques Cartier auf dem Mast seines nach Kanada segelnden Schiffes als Schutz vor Unwettern die Fahne der Madonna von Rocamadour.
Im Hundertjährigen Krieg wurde die Kapelle zerstört. Der protestantische Hauptmann Bessonies zerschlug 1562 den Leichnam des Heiligen Amadour. Das Gnadenbild und eine in der Kapelle aufgehängte Glocke, die der Legende nach durch selbsttätiges Läuten Wunder ankündigte, blieben verschont. Die jetzige Kapelle ist ein Bau des 19. Jahrhunderts.
Im Jahr 2013 feierte die Wallfahrt zur Madonna von Rocamadour ihr 1000-jähriges Jubiläum, es stand unter dem Motto: „Denn für Gott ist nichts unmöglich“ (Lk 1,37 ) und spielt damit auf den Wunderglauben an, der seit jeher mit Rocamadour verbunden ist. Dies gab der Pilgerstätte, die jährlich rund eine Million Besucher empfängt, wovon allerdings nur 3–5 % Pilger sind, neuen Auftrieb. Tatsächlich konnte Rocamadour in dem Jubiläumsjahr 80 % mehr Pilger willkommen heißen. Insgesamt waren 380 Gruppen aus dem In- und Ausland zu Gast.

## Sehenswürdigkeiten

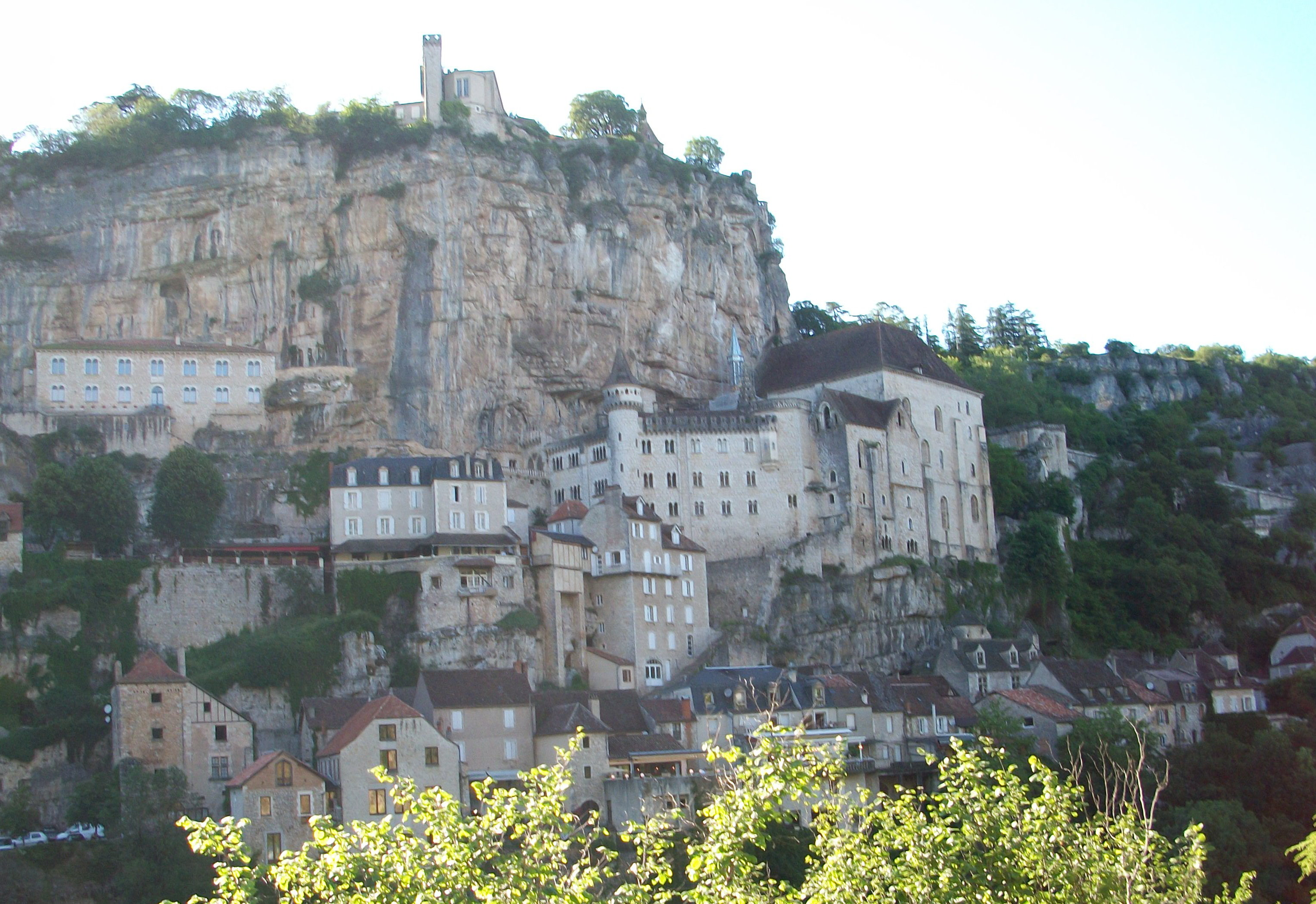
Drei Ebenen des Ortes: unten das Dorf, in der Mitte der Sanctuaire, oben die mittelalterliche Burg

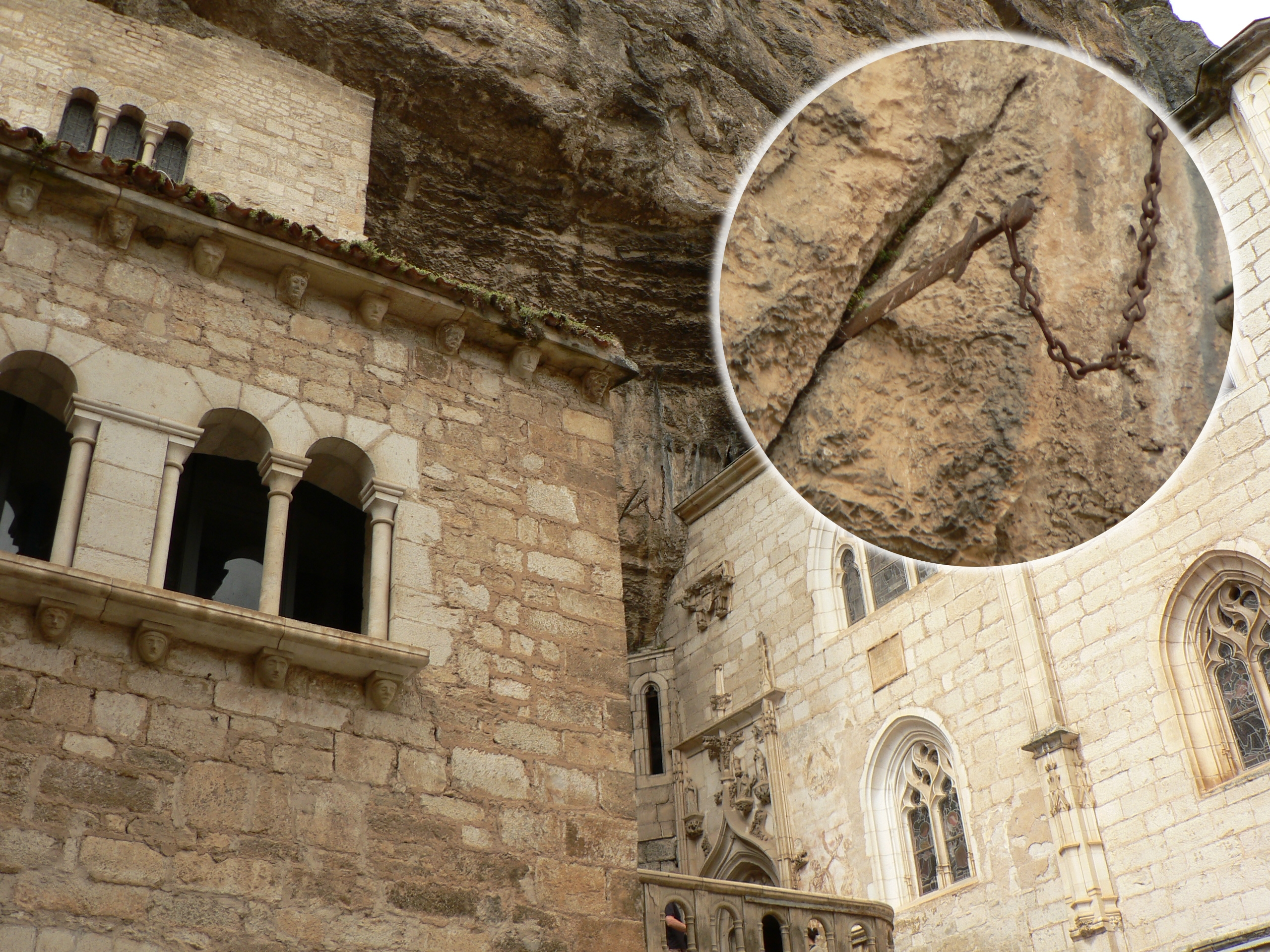
Legendäres Durendal

Die drei Ebenen, auf denen Rocamadour liegt, sind jede für sich und in ihrer Gesamtheit sehenswert.
- In der unteren Ebene befindet sich das Dorf, dessen mittelalterliche Häuser sich an die steilen Abhänge über der Schlucht des Flusses Alzou schmiegen.

Von dort können die Besucher die Große Treppe zur heiligen Stadt (Sanctuaire) aus dem 12. Jahrhundert hinaufsteigen.
- In dieser zweiten Ebene befinden sich sieben Gotteshäuser: Das bedeutendste ist die Marienkapelle Notre Dame de Rocamadour, die über der Krypta des heiligen Amadour steht. Weiterhin bedeutend ist die Basilika Saint-Sauveur, die zusammen mit der Krypta seit 1998 als Teil des Weltkulturerbe der UNESCO „Jakobsweg in Frankreich“ ausgezeichnet ist. Ebenso finden sich dort die kleineren Kapellen: St. Jean-Baptiste, St. Blaise, St. Anne und St. Michel.

Ein Museum mit sakraler Kunst, in dem zahlreiche Reliquienschreine, religiöse Gemälde und Statuen gezeigt werden, findet sich dort ebenso. Es erklärt die Geschichte des Wallfahrtsortes. Darüber hinaus gibt es ein Zentrum für geistliche Musik, das Konzerte ausrichtet und Chöre betreut.
- Auf dem Gipfel des Berges, der dritten Ebene, findet sich eine Burg aus dem 14. Jahrhundert. Auf dem Plateau wurde im Jubiläumsjahr 2013 ein Campingplatz für jugendliche Pilger und Pfadfinder eröffnet. Er trägt den Namen Camp Jean-Paul II und kann rund 400 Pilger beherbergen.[9]

Einer Legende zufolge soll das Schwert, das in der Felswand steckt, das sagenumwobene Durendalschwert aus dem Rolandslied sein. Im Juli 2024 wurde berichtet, dass das Schwert aus dem Felsen verschwunden und möglicherweise gestohlen worden sei.

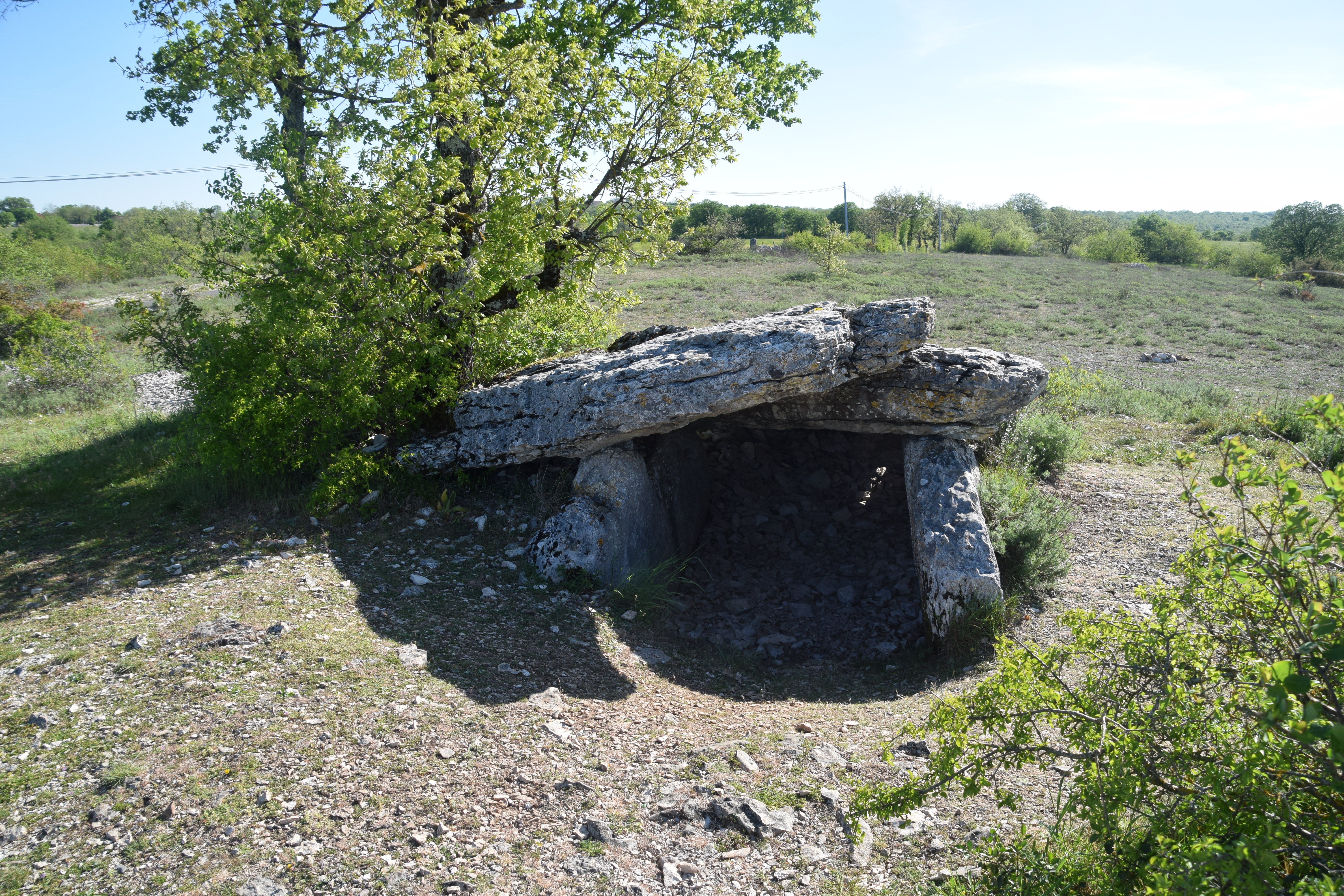
Dolmen von Magès

Weitere Sehenswürdigkeiten:
- Dolmen von Magès
- Raubvogelschutzzentrum
- Affenwald[12]
- Taubenturm Pigeonnier de Laguille

## Kulinarische Spezialitäten
Rocamadour hat seinen Namen einem kleinen Ziegenkäse gegeben, der auch als Cabecou bekannt ist. Seit 1996 verfügt er über eine geschützte Herkunftsbezeichnung. Nähere Einzelheiten siehe unter Rocamadour (Käse).

## Sport
Bei der Tour de France 2022 diente Rocamadour als Zielort der 20. Etappe, das im Rahmen eines Einzelzeitfahrens über die Gesamtwertung der Rundfahrt entschied. Wout van Aert gewann die Etappe und sein Teamkollege Jonas Vingegaard verteidigte das Gelbe Trikot, ehe er tags drauf in Paris als Gesamtsieger einfuhr.
Im Jahr 2024 führte die Tour de France auf der 12. Etappe durch Rocamadour. Auf der D32 wurde mit der Côte de Rocamadour (265 m) eine Bergwertung der 4. Kategorie abgenommen. Diese wies auf einer Länge von zwei Kilometern eine durchschnittliche Steigung von 5,8 % auf. Die Bergwertung gewann der Norweger Jonas Abrahamsen.

## Persönlichkeiten, die mit Rocamadour verbunden sind
- Francis Poulenc (1899–1963), französischer Komponist und Pianist, erlebte in Rocamadour seine berühmte Bekehrung zum katholischen Glauben. Nachdem er 1936 vom Tod des Komponisten Pierre-Octave Ferroud erfahren hatte, komponierte er die Litanei zur Schwarzen Madonna von Rocamadour, deren Text damals noch den Pilgern dargebracht wurde. Jedes Jahr würdigt ihn das Festival der sakralen Musik "Cantica Sacra Rocamadour" und seine liturgische Gesangssession, indem sie mehrere seiner Werke aufführen.

## Dokumentationen
- Rocamadour, Reihe: Villages au France / Frankreichs mythische Orte, Regie: Emmanuel Laborde, Arte France & System TV, 2012.[16]